# 45 p.n.e.
| [ Edytuj tabelę ] |                                                                      |
| Król Armenii      | - 55 p.n.e. Artawazdes II 34 p.n.e.                                  |
| Król Bosporu      | - 47 p.n.e. Asander 17 p.n.e.                                        |
| Cesarz Chin       | - 49 p.n.e. Han Yuandi 33 p.n.e.                                     |
| Władca Egiptu     | - 51 p.n.e. Kleopatra 30 p.n.e. - 47 p.n.e. Ptolemeusz XIV 44 p.n.e. |
| Król Judei        | - 63 p.n.e. Jan Hirkan II 40 p.n.e.                                  |
| Król Kommageny    | - 70 p.n.e. Antioch I 36 p.n.e.                                      |
| Król Nabatei      | - 59 p.n.e. Malichus I 30 p.n.e.                                     |
| Król Paflagonii   | - 63 p.n.e. Attalos 40 p.n.e.                                        |
| Król Partów       | - 57 p.n.e. Orodes II 37 p.n.e.                                      |
| Dyktator Rzymu    | - 49 p.n.e. Juliusz Cezar 44 p.n.e.                                  |
| Król Tracji       | - 48 p.n.e. Reskuporis I 42 p.n.e.                                   |

Rok 45 p.n.e.
stulecia: II wiek p.n.e. ~
I wiek p.n.e. ~
I wiek

lata: 55 p.n.e. «
49 p.n.e. «
48 p.n.e. «
47 p.n.e. «
46 p.n.e. «
45 p.n.e. »
44 p.n.e. »
43 p.n.e. »
42 p.n.e. »
41 p.n.e. »
35 p.n.e.

## Wydarzenia
- od 1 stycznia – zaczęto używać kalendarza juliańskiego, wprowadzonego przez Juliusza Cezara.
- 17 marca – Cezar odniósł zwycięstwo nad synami Pompejusza pod Mundą.
- Cezar powrócił do Rzymu.

## Urodzili się
- Jullus Antoniusz - syn Marka Antoniusza i Fulwii

## Zmarli
- Gnejusz Pompejusz Młodszy - syn Pompejusza Wielkiego